# Amanda Francisco
Amanda Juliana Campos Francisco est une joueuse brésilienne de volley-ball née le 16 août 1988 à Recife. Elle mesure 1,80 m et joue au poste de réceptionneuse-attaquante. Elle totalise 1 sélections en équipe du Brésil.

## Clubs
| Club                       | De        | À         |
| -------------------------- | --------- | --------- |
| Fluminense Football Club   |           | 2003-2004 |
| Rio de Janeiro Volêi Clube | 2004-2005 | 2014-2015 |
| Brasília Vôlei             | 2015-2016 | 2016-2017 |
| Praia Clube                | 2017-2018 | 2017-2018 |
| GR Barueri                 | 2018-2019 | 2018-2019 |
| Rio de Janeiro Volêi Clube | 2019-2020 | …         |

## Palmarès

### Équipe nationale
- Grand Prix Mondial
  - Vainqueur : 2017.
- Ligue des nations
  - Finaliste : 2019.
- World Grand Champions Cup
  - Finaliste : 2017.
- Championnat d'Amérique du Sud
  - Vainqueur : 2017, 2019.
- Championnat du monde des moins de 20 ans
  - Vainqueur : 2007.
- Championnat du monde des moins de 18 ans
  - Vainqueur : 2005.
- Championnat d'Amérique du Sud  des moins de 20 ans
  - Vainqueur : 2006.
- Championnat d'Amérique du Sud  des moins de 18 ans
  - Vainqueur : 2004.

### Clubs
- Championnat du monde des clubs
  - Finaliste : 2013.
- Championnat sud-américain des clubs
  - Vainqueur : 2013, 2015.
  - Finaliste : 2009.
- Championnat du Brésil
  - Vainqueur : 2006, 2007, 2008, 2009, 2011, 2013, 2014, 2015, 2018.
  - Finaliste : 2005, 2010, 2012.
- Coupe du Brésil
  - Vainqueur : 2007, 2020.
  - Finaliste : 2018.